# Свинячий бунт
Свинячий бунт ( фін. Läskikapina швед. Fläskrevolten   ) - робітниче збройне повстання, у Північній Фінляндії який відбувся 2 лютого 1922. Коли група грубо озброєних червоногвардійців, організоване членами прорадянського партизанського загону на чолі з офіцером Яхветті Мойланеном (справжнє ім'я Франц Янне Мююрюляйнен, журналістський псевдонім Йуусо Матеро), Карло Карху (Акселем Геллманом), перетнула фінсько-радянський кордон біля Куолаярві та Савукоскі, роззброївши роту фінських прикордонників. 
Вони попрямували до лісозаготівельної дільниці, що належала компанії Kemijoki Oy. Де вони заарештували керівників складу і конфіскували касу.
Інцидент отримав свою назву від того факту, що лідер червоногвардійців Франс Мюйруляйнен стояв на ящику, який раніше містив свинину, коли він виголошував свою промову під назвою «Оголошення битви Червоного партизанського батальйону Півночі».  Після промови 283 робітники та члени їхніх родин приєдналися до батальйону, були озброєні та отримали гроші.  Потім батальйон повернувся до кордону. Дорогою він пограбував групу прикордонників та інші робочі місця.
7 лютого батальйон, який на той час налічував близько 240 осіб, перетнув кордон і повернувся до Радянського Союзу. Інформація про інцидент була отримана в Рованіємі лише 5 лютого, і батальйону вдалося вислизнути до прибуття групи білогвардійців
Повстання було задумане як відповідна реакція Комуністичної партії Росії на профінське повстання у Східній Карелії (див. Карельське повстання (1921-1922)), метою якого було створення особливої Північної комуністичної радянської республіки, до якої б увійшли Північна Фінляндія, Швеція, Норвегія та Радянська Карелія.

## Назва
Існує дві версії походження позначення повстання. Згідно з першою, свою назву заколот отримав тому, що керівник повстання Яхветті Мойланен зачитав відозву про вербування до Північного партизанського батальйону, стоячи на ящику зі свинячим салом. 
За другою версією, заколот був названий так, тому що під час повстання було вкрадено велику кількість свинячих ребер.

## Дивись також
- Aunus expedition[en]
- Громадянська війна у Фінляндії
- Heimosodat[en]